# Vega Alta
Vega Alta è una città di Porto Rico situata sulla costa settentrionale dell'isola. L'area comunale confina a est con Dorado e Toa Alta, a sud con Morovis e Corozal e a ovest con Vega Baja. È bagnata a nord dalle acque dell'oceano Atlantico. Il comune, che fu fondato nel 1775, oggi conta una popolazione di quasi 40 000 abitanti ed è suddiviso in 8 circoscrizioni (barrios).